# Polizeiruf 110: Daniel A.
Daniel A. ist ein Fernsehfilm aus der Kriminalfilmreihe Polizeiruf 110. Der vom Norddeutschen Rundfunk produzierte Beitrag ist die 403. Polizeiruf 110-Episode und wurde am 19. Februar 2023 im  Ersten ausgestrahlt. Es ist der 26. Fall des Rostocker Teams. Nach dem Weggang von Kommissar Sascha Bukow ist es der zweite Fall mit Lina Beckmann als Melly Böwe. Mit dem Fall Daniel A. nimmt sie offiziell ihren Dienst im Rostocker Team auf.

## Handlung
Marc Wigand stalkt seine Bekannte Nathalie Gerber. Nach einem online verabredeten Date von Gerber mit einem Mann tötet er sie im Affekt aus Eifersucht. Kriminalhauptkommissarin Katrin König und ihre neue Kollegin Melly Böwe konzentrieren ihre Suche auf den Datepartner mit dem Pseudonym Daniel A. – tatsächlich die Tochter Daniela eines Polizeibeamten. Daniela/Daniel hat seine Transidentität noch nicht öffentlich gemacht. Aus Angst, dass dieses innerhalb der Polizeibehörde zu seinem Vater dringen könnte, offenbart er sich der Polizei nicht als Zeuge. Auch hat er als Letzter das Opfer lebend gesehen und dementsprechend Angst, selbst verdächtigt zu werden.
Neben den Ermittlungen steht Danielas/Daniels innerer Konflikt im Mittelpunkt des Films. Er hat insbesondere Angst vor der Reaktion seines Vaters, von dem er Ablehnung erwartet. Auch ist er unglücklich in eine Frau verliebt, die von seiner Transidentität weiß, sich aber nicht von ihrem Ehemann trennen will. Der Transmann Armin, der Daniels Geheimnis kennt, steht ihm in der schwierigen Situation freundschaftlich zur Seite.
Daniel gibt einen anonymen Hinweis auf den wahren Täter. Durch eine DNA-Analyse können die Ermittler Wigand als Täter bestätigen und Daniel A. ausschließen. Wigand will sich gerade erhängen, als er von König und Böwe gefunden, gerettet und festgenommen wird.
Daniel hat sich unterdessen entschlossen, sein männliches Geschlecht offen zu leben, verbunden allerdings mit der Hoffnung, mit seiner geliebten Freundin Hanna Blankenstein aus dem einengenden Leben ausbrechen und „nach Norden fahren“ zu können. Dies scheitert jedoch. Zwar gelingt es ihm, sich mit einer Waffe, die er als Sportschütze besitzt, Zugang zu Hannas Haus zu verschaffen. Das Haus ist jedoch leer. Hanna hat ihrem Mann Simon von der kurzen Affäre erzählt, und beide wollen zusammenbleiben. Sie verfolgen das Geschehen in ihrem Haus per Telefon aus einem Hotelzimmer heraus, was Daniel letztlich vor einem schweren Fehler bewahrt.
In der letzten Szene kehrt Daniel in sein Elternhaus zurück. Seine Schwester empfängt ihn freundlich als Onkel ihres Kindes und bittet ihn, ins Haus zu kommen.

## Hintergrund
Der Film wurde vom 2. September bis zum 1. Oktober 2021 in Rostock und Hamburg gedreht und am 1. September 2022 im Rahmen des Filmkunstfestes Mecklenburg-Vorpommern in Anwesenheit von Regisseur Dustin Loose und Anneke Kim Sarnau in Schwerin uraufgeführt.

## Rezeption

### Kritiken
„Jonathan Perleth verkörpert die Hauptrolle unglaublich stark, es ist das Debüt eines jungen Mannes, der von der Schauspielschule Bern weg für den Polizeiruf gecastet wurde und der die innere Not der Hauptfigur sicher auch deshalb so überzeugend spielt, weil er selbst trans Mann ist. Es ist gut, dass seine Geschichte großen Raum im Film einnimmt, zuletzt gab es zu viele Sonntagskrimis, in denen eine LGBTIQ*-Nebenfigur als gut gemeintes Dekor in den Plot geschrieben wurde, ohne die Geschichte voranzubringen oder zu mehr Diversität beizutragen.“

### Einschaltquoten
Bei der Erstausstrahlung von Polizeiruf 110: Daniel A. am 19. Februar 2023 verfolgten in Deutschland insgesamt 7,52 Millionen Zuschauer die Filmhandlung, was einem Marktanteil von 24,4 Prozent für Das Erste entsprach. In der als Hauptzielgruppe für Fernsehwerbung deklarierten Altersgruppe von 14 bis 49 Jahren erreichte Daniel A. 1,24 Millionen Zuschauer und damit einen Marktanteil von 17,1 Prozent in dieser Altersgruppe.